# Micatocomus
Micatocomus is een kevergeslacht uit de familie van de boktorren (Cerambycidae). De wetenschappelijke naam van het geslacht werd voor het eerst geldig gepubliceerd in 1988 door Galileo & Martins.

## Soorten
Micatocomus omvat de volgende soorten:
- Micatocomus isomeroides Galileo & Martins, 1988
- Micatocomus petalacmoides Galileo & Martins, 1988